# Itana Grbić
Itana Grbić (nascida em 1 de setembro de 1996), é uma jogadora montenegrina de handebol. Atualmente ela defende o ŽRK Vardar e também integra a Seleção Montenegrina de Handebol Feminino. Ela é a irmã mais nova da jogadora de futebol Petar Grbić.